# Esztia
Esztia – wieś w Gruzji, w regionie Samcche-Dżawachetia, w gminie Ninocminda. W 2014 roku liczyła 1691 mieszkańców.